# Verton
Verton là một xã ở tỉnh Pas-de-Calais, vùng Hauts-de-France của Pháp.

## Địa lý
Verton có cự ly 6 dặm Anh (9 km) về phía tây nam của Montreuil-sur-Mer tại giao lộ hai đường D143 và D303, cách bờ biển 5 km.

## Dân số
| 1962                                                         | 1968 | 1975 | 1982 | 1990 | 1999 | 2006 |
| ------------------------------------------------------------ | ---- | ---- | ---- | ---- | ---- | ---- |
| 732                                                          | 746  | 954  | 1570 | 1947 | 2123 | 2294 |
| Số liệu điều tra dân số từ năm 1962: Dân số không tính trùng |      |      |      |      |      |      |

## Địa điểm nổi bật
- Lâu đài, thế kỷ 15
- Nhà thờ St.Michel, thế kỷ 14.